# 13-я пехотная дивизия (Франция)
13-я пехотная дивизия (фр. 13e division d'infanterie) — пехотная дивизия Франции периода наполеоновских войн.

## История дивизии
Сформирована 19 апреля 1811 года как 1-я дивизия Итальянского обсервационного корпуса. В дивизию были включены:
- 8-й полк лёгкой пехоты (2 батальона);
- хорватский полк (2 батальона);
- 84-й полк линейной пехоты (3 батальона);
- 92-й полк линейной пехоты (3 батальона).

1 апреля 1812 года переименована в 13-ю пехотную дивизию 4-го армейского корпуса. 30 июня дивизия перешла Неман у местечка Прены, при наступлении к Бешенковичам её 8-й лёгкий полк был придан 1-му корпусу резервной кавалерии и 25 июля участвовал в бою при Островно. На другой день вся дивизия сражалась с русским арьергардом при Какувячине, где генерал Руссель по ошибке был застрелен в сумерках своими солдатами. Командиром 2-й бригады с 1 августа стал бригадный генерал Плозонн. 27 июля дивизия сражалась на реке Лучеса. На 1 августа в её рядах 9100 чел., после занятия Смоленска – 9200 чел., под Гжатском 1 сентября – 8550 чел. при 22 орудиях.
5 сентября передовые подразделения дивизии несколько раз пытались овладеть Бородино, но были отбиты лейб-гвардии Егерским полком, поддержанным конницей. В ночь на 7 сентября дивизия заняла исходную позицию перед Бородином. В 6 часов утра под прикрытием тумана 106-й линейный полк ворвался в село и после ожесточенного боя занял его, переправился через Колочь, но был контратакован тремя егерскими полками и с большими потерями отброшен назад (при этом был убит генерал Плозонн). На помощь 106-му полку пришел 92-й линейный полк, после чего 1-я бригада дивизии закрепилась в Бородине. Части 2-й бригады оставались в резерве к северу от села. Во время рейда Платова и Уварова 84-й линейный полк, построившись в каре, отразил огнём три атаки лейб-гвардии Гусарского полка, но, обстрелянный конной артиллерией, отступил на правый берег ручья Война, построился в каре вместе с 8-м лёгким и 1-м временным кроатским полками (в каре укрылся командир 4-го корпуса  Богарне) и отразил все aтаки русской конницы. В то же время 92-й линейный полк отбил атаки Елисаветградского гусарского полка. В дальнейшем части дивизии оставались на своих позициях, а дивизионная артиллерия весь день вела огонь от Бородино. При Бородине 106-й линейный полк потерял 50 офицеров, 92-й линейный – 8 офицеров (остальные пехотные части потерь в командном составе не имели).
В ходе дальнейшего наступления дивизия прошла через Рузу и Звенигород к Москве. В Рузе 10 сентября остался в качестве гарнизона один из ее батальонов
15 сентября она была расквартирована у с. Алексеевское близ северной окраины Москвы, 5 октября – 13 октября участвовала в экспедиции к Дмитрову, затем находилась в районе деревень Виноградово и Чёрная Грязь. Две её бригады возглавил бригадный генерал Серран, произведенный 29 сентября из полковников 8-го лёгкого полка.
При выступлении из Москвы 19 октября дивизия составила авангард Великой армии, 23 октября заняла Малоярославец, 24 октября геройски действовала в Малоярославецком сражении, в ходе которого генерал Дельзон погиб, а командование дивизией принял бригадный генерал Гийемино (были также ранены генералы Серран и Бертран де Сивре). Пехотные полки дивизии потеряли 64 офицера. При отступлении к Смоленску дивизия сражалась под Вязьмой, где сильно пострадали 92-й и 106-й линейные полки (бригада, которой с 28 октября командовал бригадный генерал Нагль). С 6 ноября дивизию возглавлял дивизионный генерал Орнано, а с 15 ноября – дивизионный генерал Филиппон. В бою при р. Вопь 9 ноября попал в плен генерал Серран. 10 ноября дивизия сражалась при Духовщине, 11 ноября – под Смоленском, 16 ноября понесла тяжёлые потери в боях при Красном (в числе раненых – генерал Бертран де Сивре и полковник 8-го лёгкого Рикар). Остатки её полков 27 ноября переправились через р. Березина и 12 декабря покинули пределы России, перейдя Неман при Ковно. 24 декабря, по прибытии в Хейльсберг (Восточная Пруссия), она насчитывала 192 чел. (в т. ч. 90 офицеров), а 31 декабря в Мариенвердере – 470 чел. (в т. ч. 163 офицера), из числа рядовых и унтер-офицеров лишь 52 имели оружие.

## Подчинение и номер дивизии
- 1-я дивизия Итальянского обсервационного корпуса (19 апреля 1811 года);
- 13-я пехотная дивизия 4-го армейского корпуса Великой Армии (1 апреля 1812 года);
- 13-я пехотная дивизия 12-го армейского корпуса Великой Армии (24 апреля 1813 года);
- 13-я пехотная дивизия 7-го армейского корпуса Великой Армии (17 сентября 1813 года);
- 13-я пехотная дивизия 4-го армейского корпуса Великой Армии (2 ноября 1813 года).

## Состав дивизии
на июнь 1812 года:
- командир — дивизионный генерал Алексис Дельзон
- начальник штаба — полковник штаба Жан Буасроль-Буавильер
- 1-я бригада (командир — бригадный генерал Жан Юар де Сент-Обен)
  - 8-й полк лёгкой пехоты
  - 84-й полк линейной пехоты
  - 1-й временный Кроатский полк пехоты
- 2-я бригада (командир — бригадный генерал Жан-Шарль Руссель)
  - 92-й полк линейной пехоты
  - 106-й полк линейной пехоты
    - Всего: 11800 человек, 16 батальонов, 22 орудия[1]

на октябрь 1813 года:
- командир — дивизионный генерал Шарль Гийемино
- 1-я бригада (командир — бригадный генерал Антуан Грюйе)
  - 1-й полк лёгкой пехоты / 1 батальон
  - 18-й полк лёгкой пехоты / 2 батальона
  - 7-й полк линейной пехоты / 1 батальон
  - 156-й полк линейной пехоты / 1 батальон
- 2-я бригада (командир — бригадный генерал Луи-Франсуа Лежён)
  - 52-й полк линейной пехоты / 1 батальон
  - 67-й полк линейной пехоты / 1 батальон
  - 101-й полк линейной пехоты / 2 батальона
  - Иллирийский пехотный пехоты / 1 батальон
    - Всего: 10 батальонов, 6 орудий[2]

на 15 апреля 1814 года:
- командир — дивизионный генерал Шарль Гийемино
- 1-я бригада (командир — бригадный генерал Анне Морьо)
  - 1-й полк лёгкой пехоты / 2 батальона
  - 156-й полк линейной пехоты / 2 батальона
- 2-я бригада (командир — бригадный генерал Жан-Батист Эстев де Латур)
  - 104-й полк линейной пехоты / 2 батальона
    - Всего: 6 батальонов, 6 орудий[3]

## Командование дивизии

### Командиры дивизии
- дивизионный генерал Алексис Дельзон (19 апреля 1811 – 24 октября 1812)
- бригадный генерал Шарль Гийемино (24 октября 1812 – 6 ноября 1812)
- дивизионный генерал Филипп Орнано (6 ноября 1812 – 15 ноября 1812)
- дивизионный генерал Арман Филиппон (15 ноября 1812 – 3 марта 1813)
- дивизионный генерал Мишель-Мари Пакто (3 марта 1813 – 17 сентября 1813)
- дивизионный генерал Шарль Гийемино (17 сентября 1813 – 12 мая 1814)

### Командиры бригад
- бригадный генерал Жан Юар де Сент-Обен (19 апреля 1811 – 7 сентября 1812)
- бригадный генерал Жан-Шарль Руссель (1 апреля 1812 – 26 июля 1812)
- бригадный генерал Луи-Огюст Плозонн (30 августа 1812 – 7 сентября 1812)
- бригадный генерал Бернар Пурайи (3 марта 1813 – 4 августа 1813)
- бригадный генерал Антуан Грюйе (3 марта 1813 – 7 июля 1813)
- бригадный генерал Марсьяль Барде (7 июля 1813 – 17 сентября 1813)
- бригадный генерал Жан-Батист Како (15 августа 1813 – 17 сентября 1813)
- бригадный генерал Антуан Грюйе (17 сентября 1813 – 5 ноября 1813)
- бригадный генерал Луи-Франсуа Лежён (17 сентября 1813 – 15 ноября 1813)
- бригадный генерал Жан-Мари Верже (5 ноября 1813 – 20 января 1814)
- бригадный генерал Жан-Батист Эстев де Латур (15 ноября 1813 – 12 мая 1814)
- бригадный генерал Анне Морьо (20 января 1814 – 12 мая 1814)